# Servillano Aquino Aguilar
Servillano Aquino y Aguilar, conocido como Servillano "Mianong" Aquino,  (Ángeles (Filipinas), 20 de abril de 1874-2 de febrero de 1959) general en el ejército revolucionario de Emilio Aguinaldo durante la revolución filipina contra España (1896-1898) y la Guerra Filipino-Americana (1899-1902). Delegado para la redacción de la Constitución de Malolos como representante de Samar.

## Biografía

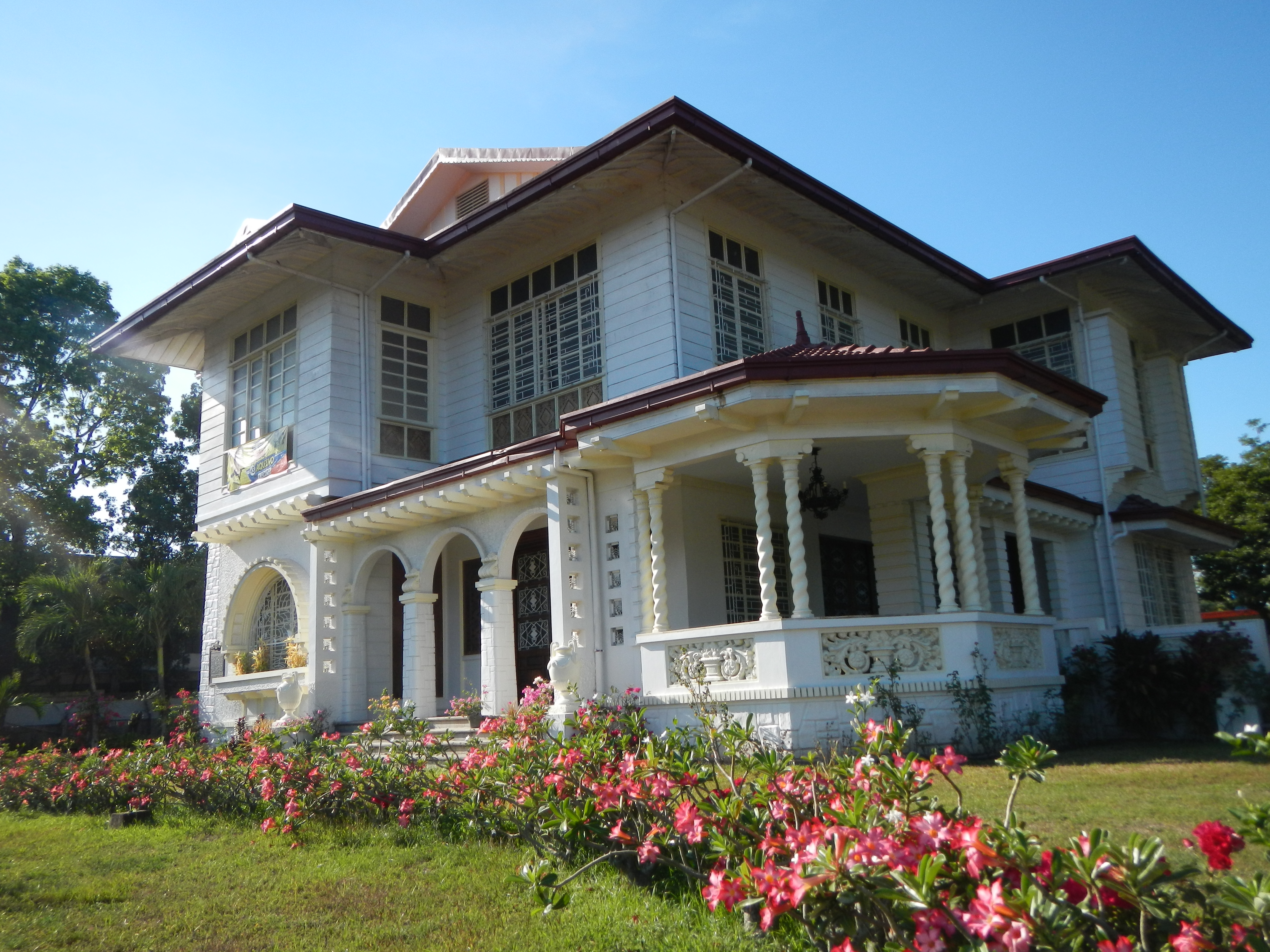
Casa familiar en la Hacienda Murcia.

Miembro de la familia Aquino, un tutor particular le enseña las primeras letras  en México de Pampanga, luego se traslada a Manila acudiendo al Colegio de San Juan de Letrán, y más tarde, a la Universidad de Santo Tomás.

### Familia
Casado en primeras nupcias con Guadalupe Quiambao, padres de tres hijos: Gonzalo (1893), presidente de la Cámara de Filipinas; Benigno (1894) y Amando (1896).
Posteriormente, se casaría con Belén Sánchez, de cuyo matrimonio nacería Herminio, diputado filipino nacido en 1949.
Abuelo de S. Benigno "Ninoy" Aquino, Jr. Benigno Aquino
Bisabuelo de Benigno Aquino III, actual presidente de las Filipinas.

## Katipunan
En 1896, Aquino ingresa en la masonería uniéndose al Katipunan.
Alcalde de Concepción de Tarlac durante la ocupación estadounidense de Filipinas, al mando del general Francisco Macabulos, organizó la resistencia filipina contra los estadounidenses.
Fue ascendido a mayor, siendo derrotado en la batalla de Monte Sinukuan (Monte Arayat) en Aráyat.
Tras la firma del Pacto de Biak-na-Bató, Aquino fue exiliado a Hong Kong junto con Emilio Aguinaldo y otros miembros del gobierno revolucionario.
En 1898 retorna al archipiélago para luchar contra las fuerzas estadounidenses a las órdenes del general Antonio Luna. Juntos atacaron Manila siendo apresado en septiembre de 1902 y encarcelado en la prisión de Bilibid, donde fue condenado morir en la horca.
Indultado por el presidente Theodore Roosevelt, fallece a la edad de 84 años.